# Charapán
Charapán är en ort i Mexiko.   Den ligger i kommunen Charapan och delstaten Michoacán de Ocampo, i den södra delen av landet, 300 km väster om huvudstaden Mexico City. Charapán ligger 2 368 meter över havet och antalet invånare är 3 615.
Terrängen runt Charapán är huvudsakligen kuperad, men åt sydost är den bergig. Runt Charapán är det ganska tätbefolkat, med 52 invånare per kvadratkilometer. Närmaste större samhälle är Angahuán, 11,8 km söder om Charapán. I omgivningarna runt Charapán växer huvudsakligen savannskog.